# Send My Love (To Your New Lover)
Singles de Adele
When We Were Young
(2016) Water Under the Bridge
(2016)
Send My Love (To Your New Lover) est une chanson de la chanteuse britannique Adele sortie le 22 mai 2016. Il s'agit du troisième single de son troisième album 25, paru le 20 novembre 2015.

## Composition et paroles
3e single sorti en mai 2016, il est écrit par Max Martin et Shellback. Elle parle à son ancien petit-ami, qui lui a brisé le cœur, mais ce n'est pas d'un point de vue tragique qu'elle le fait puisque la chanson a des airs très pop, groovy même, et chante d'une voix enjouée. Adele propose d'enterrer la hache de guerre et espère le meilleur pour son ex-petit ami et sa nouvelle amie.

## Clip	vidéo
Patrick Daughters est le réalisateur du clip. Lors d'une interview, il explique "qu'il a fallu douze prises pour arriver au résultat final". La robe a été choisie par Adele elle-même. Le clip se compose d'un simple fond noir et Adele dansant.